# Alunișu (Băiculești), Argeș
Alunișu (în trecut, Valea Porcului) este un sat în comuna Băiculești din județul Argeș, Muntenia, România.